# Calathotarsus fangioi
La araña albañil de Fangio (Calathotarsus fangioi) es una de las 4 especies que integran el género de arañas migalomorfas Calathotarsus, el cual se incluye en la familia de los mígidos. Se distribuye en sierras en el centro-este del Cono Sur de Sudamérica.

## Taxonomía
Descripción original
Esta especie fue descrita originalmente en el año 2019 por los zoólogos Nelson E. Ferretti, Daniela S. Soresi, Alda González y Miquel A. Arnedo.
Localidad tipo
La localidad tipo referida es: “reserva natural Paititi, en las coordenadas: 37°55′S 57°49′O / -37.917, -57.817, extremo sureste de la sierra La Peregrina, partido de General Pueyrredón, Buenos Aires, Argentina”. Ejemplares paratipos fueron colectados de la misma localidad que el tipo, así como de las sierras La Barrosa y Bachicha, ambas ubicadas en el partido de Balcarce.
Holotipo
El ejemplar holotipo es un macho adulto, el cual fue capturado el 14 de junio de 2015 por Arcusa y Porrini. Se encuentra depositado en la colección de arácnidos del Museo Municipal de Ciencias Naturales Lorenzo Scaglia (MMP-M), ubicado en la ciudad argentina de Mar del Plata.
Etimología
Etimológicamente, el epíteto específico fangioi es un epónimo que refiere al apellido de la persona a quien fue dedicada, el
automovilista de velocidad Juan Manuel Fangio, quien llegó a ser cinco veces campeón mundial de Fórmula 1. La ciudad donde nació, Balcarce, se localiza en la región donde vive esta araña.

### Historia taxonómica y caracterización
Durante más de cuatro décadas sus poblaciones eran referidas a otra especie, Calathotarsus simoni, hasta que en el año 2019 esta última fue limitada a las poblaciones que habitan en el sistema de Ventania, adscribiendo las que viven en el sistema de Tandilia a C. fangioi, al encontrar que ambos linajes poseen diferencias tanto morfológicas como moleculares (utilizando marcadores mitocondriales y nucleares). Ambos taxones son los únicos mígidos que habitan en la Argentina; del mismo modo, en toda la porción sudamericana ubicada al oriente de la cordillera de los Andes, de la familia solo se encuentran estas dos especies.
El macho de Calathotarsus fangioi presenta una coloración en donde el caparazón, quelíceros, coxas, trocánter y fémures de patas y palpos son anaranjado oscuro, siendo oscuros los segmentos restantes de las patas; dorsalmente el abdomen es oscuro, ventralmente es más claro. La hembra posee el caparazón, las patas y el abdomen de color marrón claro.

## Distribución y hábitat
Calathotarsus fangioi se distribuye de manera endémica en el centro-este del Argentina, siendo exclusiva de un conjunto orográfico, situado en el sudeste de la provincia argentina de Buenos Aires, denominado sistema de Tandilia, compuesto por serranías naturalmente cubiertas por pastizales rocosos, habitando en altitudes inferiores a los 300 m s. n. m.. El clima de su hábitat puede ser referido como subhúmedo-húmedo, siendo templado-frío en invierno y templado-cálido en verano, con una temperatura media anual de 14 °C. En todos los inviernos se producen heladas y en ocasiones también ocurren precipitaciones níveas. La suma de la precipitación anual ronda los 850 mm, siendo más frecuentes las lluvias en la temporada fría y más escasas en la cálida.
Ecorregionalmente, su geonemia pertenece a la ecorregión terrestre pampas húmedas. Fitogeográficamente, está adscripta al distrito fitogeográfico pampeano austral de la provincia fitogeográfica pampeana, una de las secciones en que se divide el dominio fitogeográfico chaqueño, la que cubre las llanuras orientales del Cono Sur americano. En la reserva natural Paititi, de donde proviene el ejemplar tipo de la especie, se conserva una muestra de la amenazada comunidad de pastizal climáxico, integrado por numerosas especies de gramíneas y algunos arbustos.